# Psara admensalis
Psara admensalis là một loài bướm đêm trong họ Crambidae.